# Telamonia parangfestiva
Telamonia parangfestiva är en spindelart som beskrevs av Barrion, Litsinger 1995. Telamonia parangfestiva ingår i släktet Telamonia och familjen hoppspindlar. Inga underarter finns listade i Catalogue of Life.